# Vida Vencienė
Vida Vencienė (Ukmergė, URSS, 21 de mayo de 1961) es una deportista lituana que compitió para la Unión Soviética en esquí de fondo.
Participó en tres Juegos Olímpicos de Invierno, entre los años 1988 y 1994, obteniendo dos medallas en Calgary 1988, oro en los 10 km y bronce en los 5 km.

## Palmarés internacional
| Representando a la URSS |                  |                   |        |
| Juegos Olímpicos        |                  |                   |        |
| Año                     | Lugar            | Medalla           | Prueba |
| 1988                    | Calgary (Canadá) | Medalla de oro    | 10 km  |
| 1988                    | Calgary (Canadá) | Medalla de bronce | 5 km   |